# Kahlúa

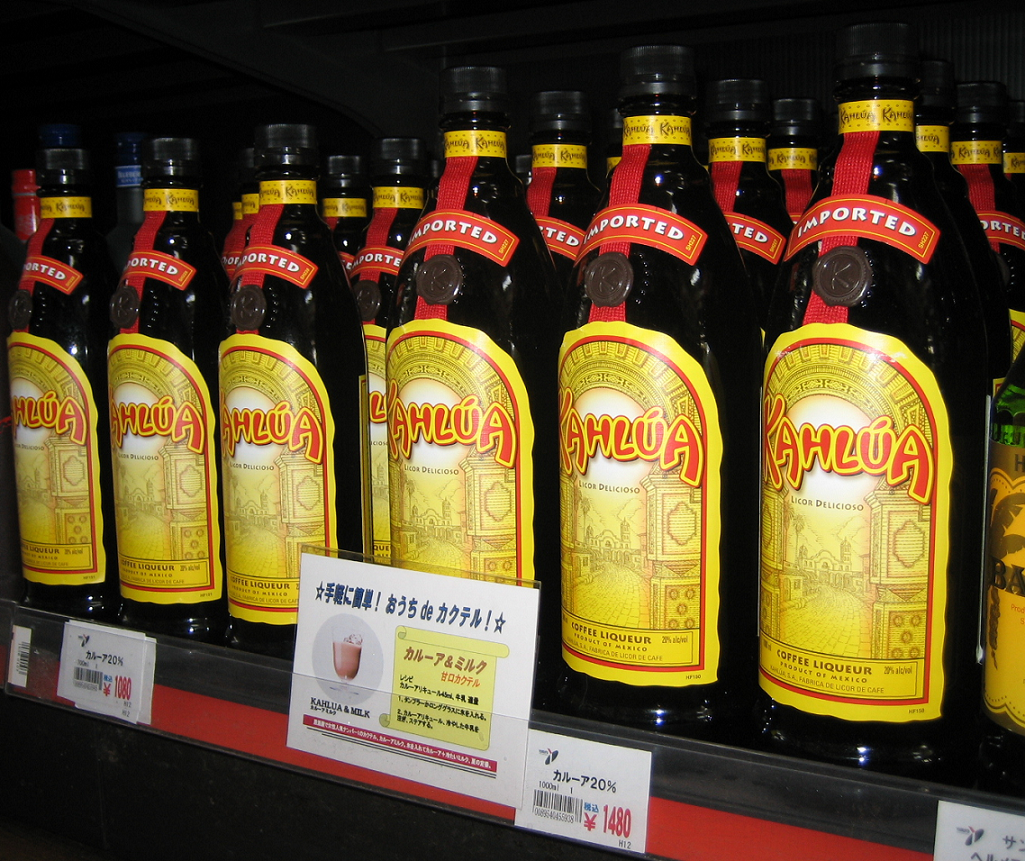
Botellas de Kahlúa para su venta en una tienda de Fukushima, Japón.

Estados productores de Coffea arabica con proceso comercial
Estados productores de Coffea arabica sin proceso comercial.

Kahlúa es un licor de café mexicano, reconocido en el mercado internacional por su textura densa y sabor dulce, con un distintivo aroma y sabor a café, y un suave aspecto de barniz natural.

## Historia
Allied Domecq produjo Kahlúa en México desde 1936, hasta que la compañía fue parcialmente adquirida en 2005 por Pernod Ricard, segundo productor más grande de licores en el mundo.

## Variedades
El contenido alcohólico de Kahlúa varía entre 20% y 26,5% dependiendo del mercado internacional. En 2002 se lanzó al mercado un producto de precio más elevado, de alta calidad, llamado "Kahlúa Especial", disponible en centros de venta duty-free (en aeropuertos, principalmente). Kahlúa Especial tiene un contenido alcohólico de 36% y una viscosidad más baja, y es menos dulce que la versión ordinaria. Tradicionalmente, Kahlúa está hecho de granos de café arábigo cultivados en la sierra de Veracruz, en las cercanías con el estado de Puebla, México.
También la marca de chocolates Turín ha sacado al mercado chocolates rellenos de Kahlúa.

## Nombre
Dado que el productor original Domecq quiso preservar la identidad veracruzana de su producto, se eligió el nombre Kahlúa como una característica de su originalidad. Kahlúa significa "Casa de los acolhua", y se refiere al topónimo Kahlúa, que en náhuatl se aplicaba antes de la conquista española para nombrar la isla frente al puerto de Veracruz, en la que más tarde se instaló el fuerte de San Juan de Ulúa. Ulúa, de este modo, es una castellanización del topónimo original Kahlúa, aunque realmente provenga de «Olhuah».

## Usos

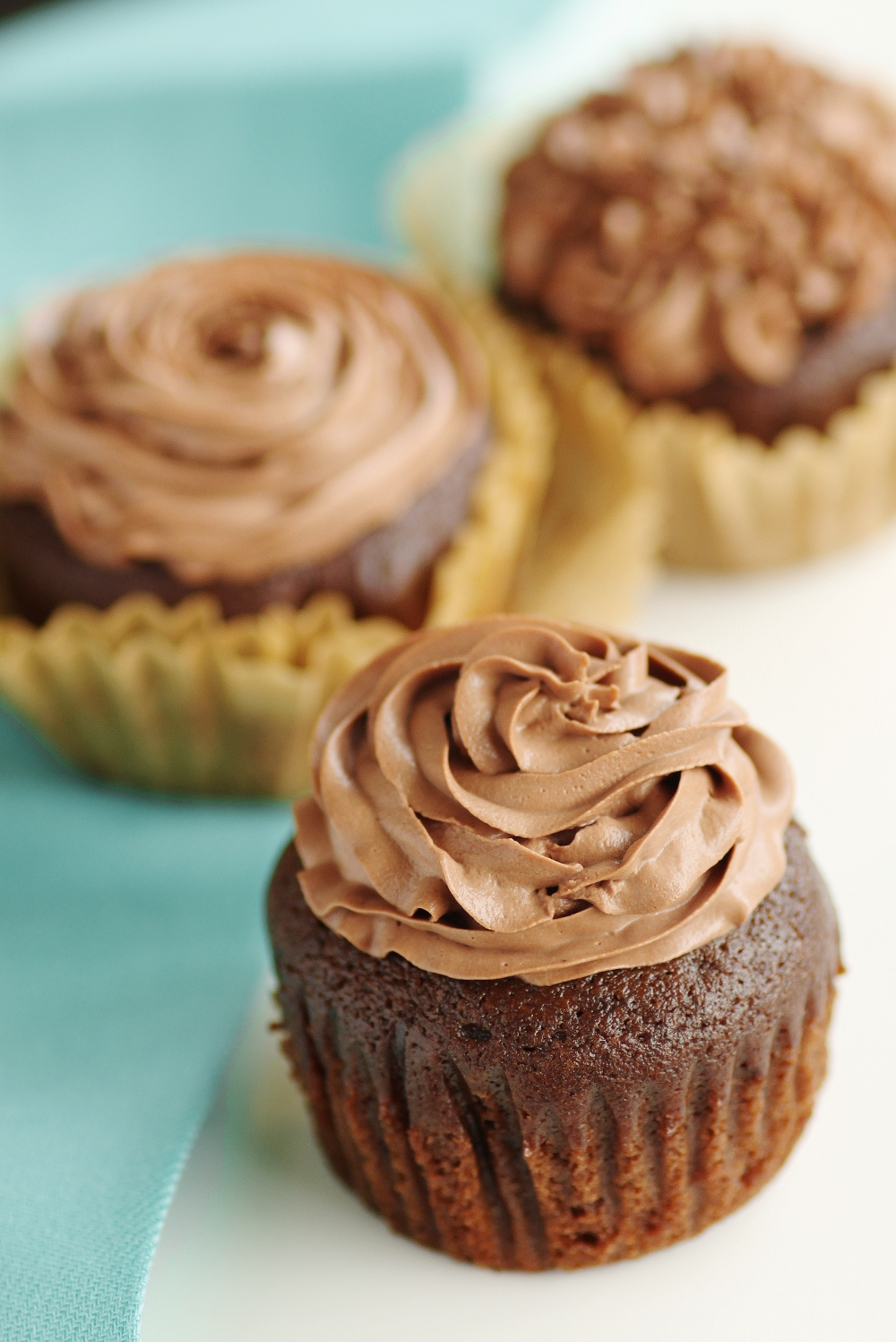
Cupcake de Kahlúa con glaseado de mousse de chocolate

Kahlúa se emplea regularmente para preparar cocteles y como ingrediente decorativo en varios postres, incluidos helados, pasteles y otro tipo de repostería fina. También se mezcla con leche y con café líquido, para endulzar y dar un suave toque de licor. También se suele tomar como digestivo (después de las comidas).